# Гидрология суши
Гидроло́гия су́ши — раздел гидрологии, изучающий поверхностные воды суши: реки, озёра, водохранилища, болота и ледники.
Гидрология суши занимается изучением процессов формирования водного баланса и стока, разработкой конструкций гидрологических приборов, прогнозом гидрологического режима, изучением структуры речных потоков, водообмена внутри озёр, русловых и береговых процессов, термических, ледовых и др. физических явлений, химического состава вод и т. д.
Гидрология суши по объектам изучения подразделяется на гидрологию рек (речную гидрологию, потамологию), озероведение (лимнологию), болотоведение, гляциологию.
По методам и аспектам изучения в гидрологию суши входят:
- гидрометрия,
- гидрологические расчёты,
- гидрологические прогнозы,
- гидрофизика,
- гидрохимия,
- гидрография.

Основной метод гидрологии суши — стационарное изучение гидрологического режима на опорной сети станций, важное значение имеют экспедиционные исследования отдельных территорий и объектов, всё большее значение приобретают лабораторные работы.
Выводами гидрологии суши в отношении гидрологического режима водных объектов и территорий пользуются для осуществления водохозяйственных мероприятий (строительства водохранилищ и мелиоративных систем, промышленного и бытового водоснабжения, канализации стоков, развития рыбного хозяйства, судоходства и др.).